# Ribesiodes lampani
Ribesiodes lampani là một loài thực vật có hoa trong họ Anh thảo. Loài này được (Scheff.) Kuntze miêu tả khoa học đầu tiên năm 1891.